# Hallå, det är från kronofogden
Hallå, det är från kronofogden är en svensk kortfilm från 1979. Filmen gjordes för TV och regisserades av Lars Molin. Manus skrevs av Anette Kullenberg.

## Rollista
- Anders Nyström - Axel
- Lillemor Mårtensson - Helene
- Jörgen Lantz - Lasse, låssmed
- Sven Holmberg - Holger
- Tomas Pontén - Klas
- Folke Asplund - utmätt man
- Leif Forstenberg - förvaltare
- Ulla-Bella Fridh - rullstolsburen kvinna
- Maj-Britt Lindholm - Axels fru
- Thomas Oredsson - läkare
- Gunvor Pontén - granne
- Jan Waldekranz - utmätt ung man